# Yūsuke Gotō
Yūsuke Gotō (後藤 優介?, Gotō Yūsuke; Kanoya, 23 aprile 1993) è un calciatore giapponese, attaccante del Kamatamare Sanuki.

## Palmarès

### Club

#### Competizioni nazionali
- J3 League: 1

Oita Trinita: 2016